# Sanchey
Sanchey – miejscowość i gmina we Francji, w regionie Grand Est, w departamencie Wogezy.
Według danych na rok 1990 gminę zamieszkiwało 668 osób, a gęstość zaludnienia wynosiła 121 osób/km² (wśród 2335 gmin Lotaryngii Sanchey plasuje się na 501. miejscu pod względem liczby ludności, natomiast pod względem powierzchni na miejscu 964.).